# (9704) Georgebeekman
(9704) Georgebeekman est un astéroïde de la ceinture principale.

## Description
(9704) Georgebeekman est un astéroïde de la ceinture principale. Il fut découvert le 30 septembre 1973 à l'observatoire Palomar par Cornelis Johannes van Houten, Ingrid van Houten-Groeneveld et Tom Gehrels. Il présente une orbite caractérisée par un demi-grand axe de 2,33 UA, une excentricité de 0,06 et une inclinaison de 7,0° par rapport à l'écliptique.

## Compléments